# دانشکده هنر و معماری دانشگاه شیراز
دانشکدهٔ هنر و معماری دانشگاه شیراز در سال ۱۳۷۳ با پذیرش ۲۵ نفر دانشجو در محل دانشکدهٔ ادبیات و علوم انسانی دانشگاه شیراز فعالیت خود را آغاز کرد. این دانشکده از سال ۱۳۷۷ به‌طور مستقل به فعالیت خود ادامه داد و از شهریور سال ۱۳۷۹ به محلی که با همت احمدنادر کاظمی از خیرین بنام شیراز در گلدشت معالی‌آباد احداث شده؛ منتقل شده است و به فعالیت خود ادامه می‌دهد.

## تاریخچه
در سال ۱۳۷۳ با پذیرش ۲۵ نفر دانشجو در مقطع کاردانی در محل دانشکده ادبیات و علوم انسانی دانشگاه شیراز فعالیت خود را آغاز نمود. در مهر ماه ۱۳۷۵ به دلیل مشکل کمبود مکان و گستردگی فعالیت‌های کارگاهی، به دانشکده مهندسی منتقل و به صورت زیرمجموعه‌ای از آن دانشکده فعالیت نمود. در مهر ماه سال ۱۳۷۷ دانشکده به‌طور رسمی مستقل شد. از شهریور سال ۱۳۷۹، این دانشکده به محلی که با همت احمدنادر کاظمی از خیرین بنام شیراز در گلدشت معالی آباد احداث گردیده؛ منتقل شده است و به فعالیت خود ادامه می‌دهد.

## گروه‌های آموزشی
- هنر
- معماری
- شهرسازی